# 澳門巴士MT1特別班次
澳門巴士MT1特別班次是由澳巴經營，由城市日前地直達威尼斯人的巴士路線。

## 簡介及歷史
- 2024年6月上旬，交通諮詢委員會“公共運輸服務改善工作小組”工作會議上，檢討了往重大節假日的公共巴士服務安排運作狀況，為能更好地服務居民和旅客，交通事務局計劃在維持既有路線班次要求的前提下，透過設置“特別巴士路線安排”，冀能減輕旅客對民生巴士路線和需求的影響，相關路線將較原線減少停靠站點，亦會減少途經繁忙路段，以重點口岸、旅遊區的交通需求為主要梳理目標，有望加快巴士周轉和疏導效率。[1][2]

- 2025年1月27日，交通事務局公佈為應對農曆新年期間居民及來澳旅客歡度新歲的出行需要，針對各陸路跨境口岸及中區繁忙路段，交通事務局及治安警察局亦會密切留意實時交通情況，協調兩間巴士公司、博企及相關管理公司，適時調整巴士班次和停靠站點，以及實施臨時通行限制等，並協調兩巴準備拖車，以應對突發交通狀況。[3]
- 因應新春期間本澳巴士客流急增，中區一帶路面交通嚴重擠塞，不同路線班次受到不同程度的延誤，同時導致亞馬喇前地巴士站積聚大批候車乘客。因應中區站點出現大批前往路氹金光大道酒店區的乘客需求，澳巴有見於此，澳巴與交通事務局協調，於2025年1月31日15:00起[註 1]緊急增設50特別班次及MT1特別班次。兩條特別班次均為原來路線的「直達車」版本，其中提供由中區往路氹直達快線。本線在總站開出後，途經亞馬喇前地，直達威尼斯人，從而避免巴士因繼續按原線行駛影響回車時間，目的全是為了快速疏導站點上大批乘客而設，屬澳巴與交通事務局、治安警察局等多部門在早前預案下，在當天經協調後即時所採取的應急措施。澳巴表示，本線車程僅需15分鐘，對疏導乘客人潮及分流起到顯著作用。[4][5]

| 開設日期及相關資料    |              |                                   |          |
| 服務日期              | 原因         | 備註                              | 相關資料 |
| 2025年1月30日至2月3日 | 農曆新年假期 | 首次開設                          |          |
| 2025年4月4至5日       | 清明節假期   |                                   | [ 6 ]    |
| 2025年5月1至5日       | 五·一黃金周  | 部分班次改經西灣大橋 沿途站點不變 |          |

## 電牌
| 往路氹方向 | 往路氹方向   | 往路氹方向 |
| 日期       | 頭牌         | 圖例       |
| ---------- | ------------ | ---------- |
| 開線至今   | 直達威尼斯人 |            |

## 路線資料

### 收費
| 收費類別     | 收費類別                      | 收費類別             | 費用 |
| ------------ | ----------------------------- | -------------------- | ---- |
| 現金         | 現金                          | 現金                 | $6.0 |
| 境外支付工具 | 支付寶（內地及香港）          | 支付寶（內地及香港） | $6.0 |
| 境外支付工具 | 雲閃付 非綁定澳門銀聯卡       |                      | $6.0 |
| 境外支付工具 | 微信支付（內地及香港）        |                      | $6.0 |
| 境外支付工具 | 交通聯合 非澳門發行的全國通卡 |                      | $6.0 |
| 境內支付工具 | 澳門通                        | 全民卡               | $3.0 |
| 境內支付工具 | 澳門通                        | 學生卡               | $1.5 |
| 境內支付工具 | 澳門通                        | 長者卡               | 免費 |
| 境內支付工具 | 澳門通                        | 殘疾卡               | 免費 |
| 境內支付工具 | 聚易用＋                      | 聚易用＋             | $3.0 |

### 路線停站
| MT1 特別班次 Especial | 城市日前地 → 直達威尼斯人 | 城市日前地 → 直達威尼斯人 | 城市日前地 → 直達威尼斯人 |
| 序號                  | 單向線                    | 單向線                    | 單向線                    |
| 序號                  | 站號                      | 站名                      | 輕軌站／備註              |
| 1                     | M268                      | 城市日前地                |                           |
| 2                     | M172/1                    | 亞馬喇前地                |                           |
| 3                     | T394                      | 新城大馬路／威尼斯人      | 部分班次停靠此站          |
| 3                     | T365                      | 排角／銀河                | 排角站 其餘班次停靠此站   |

## 圖片集

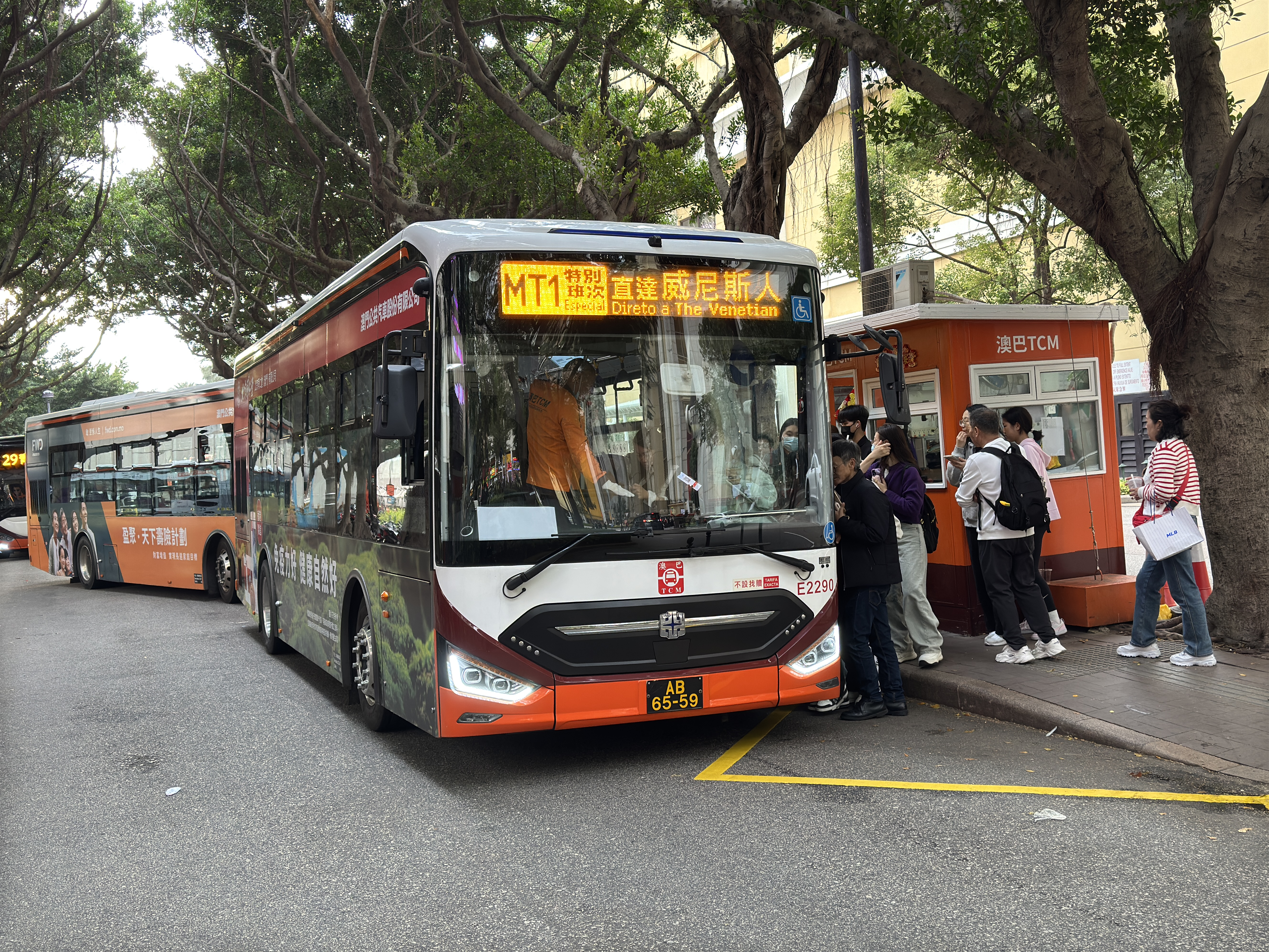
中通LCK6980SHEVG
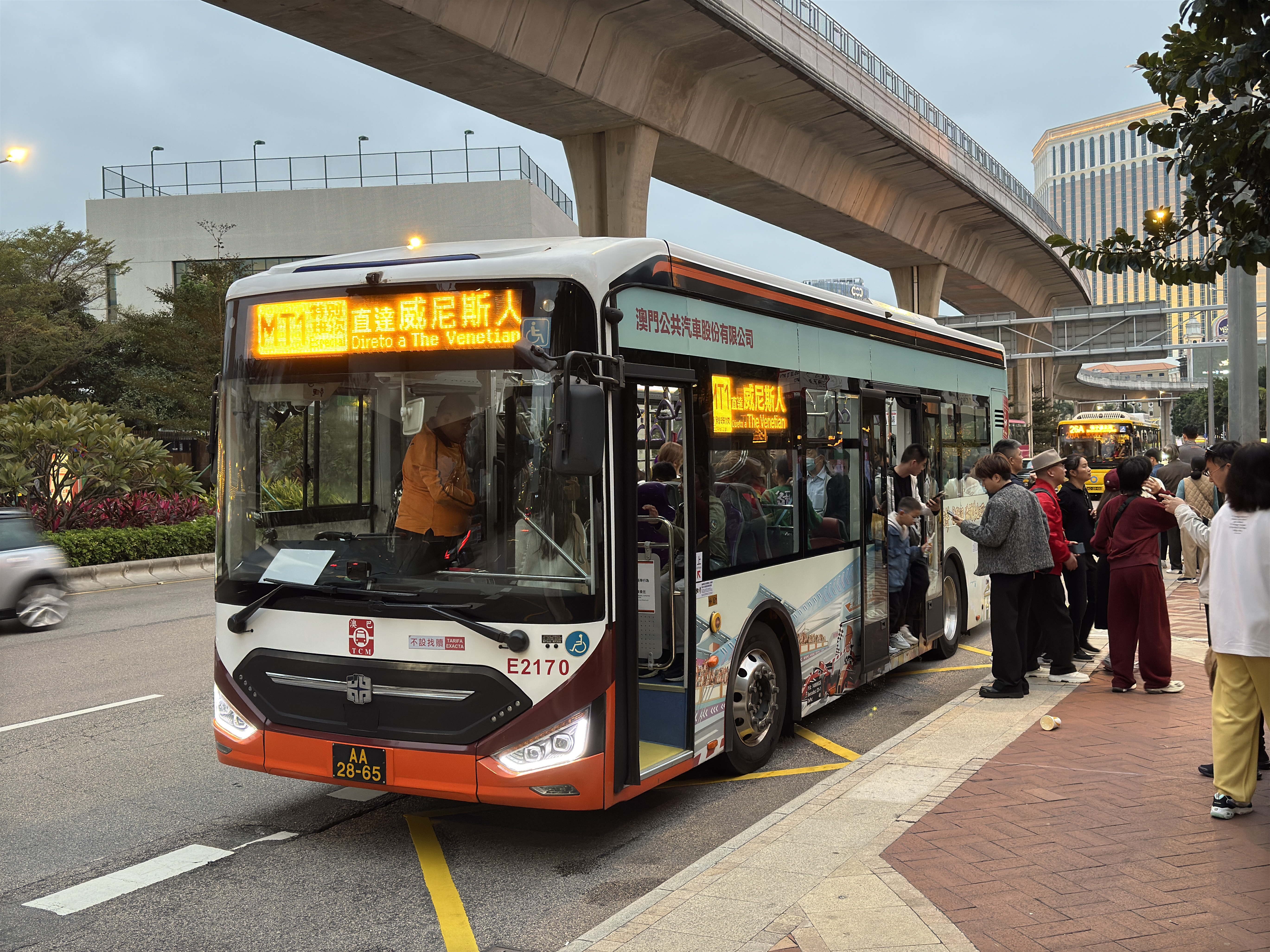
中通LCK6980SHEVG
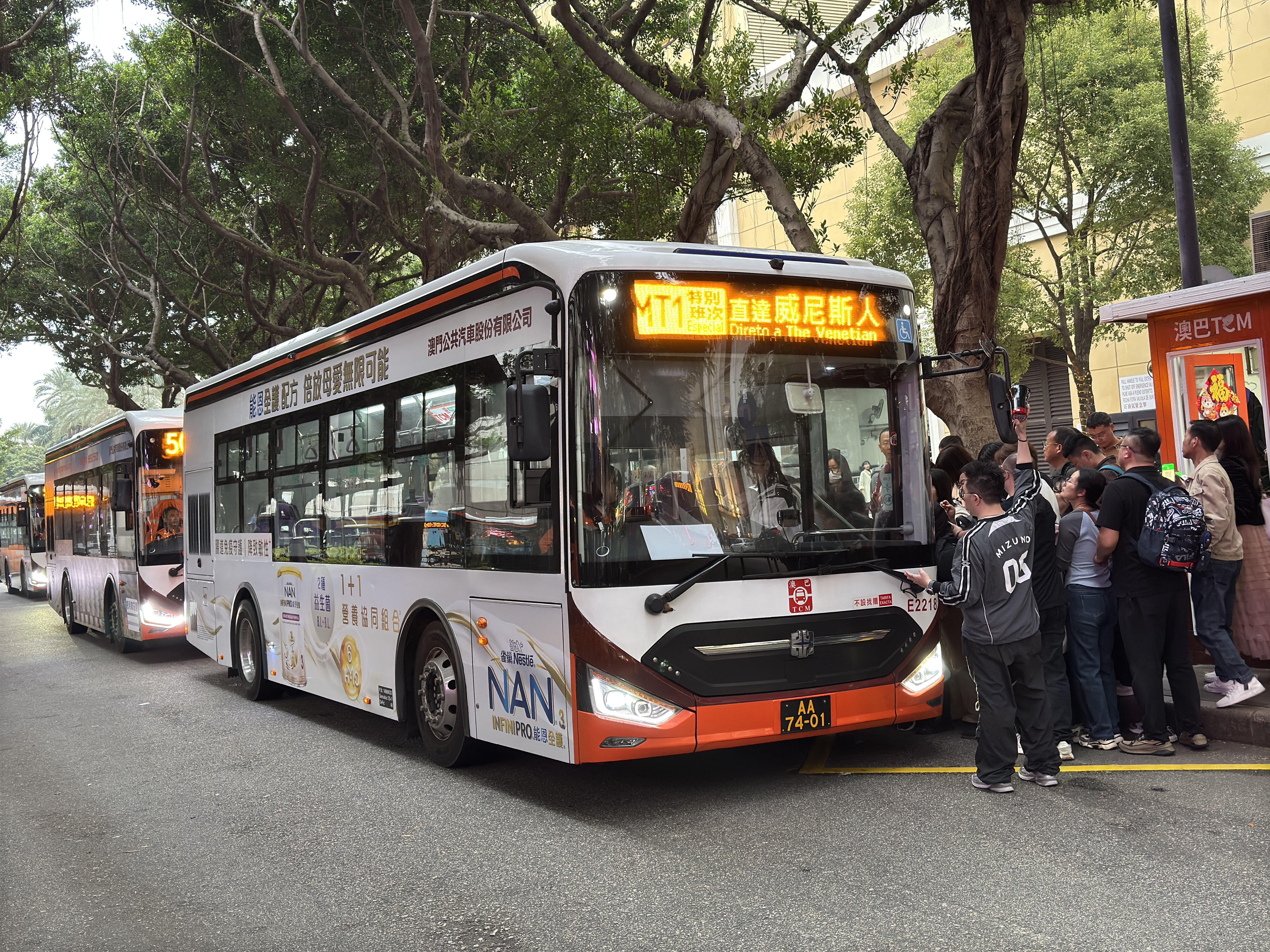
中通LCK6980SHEVG
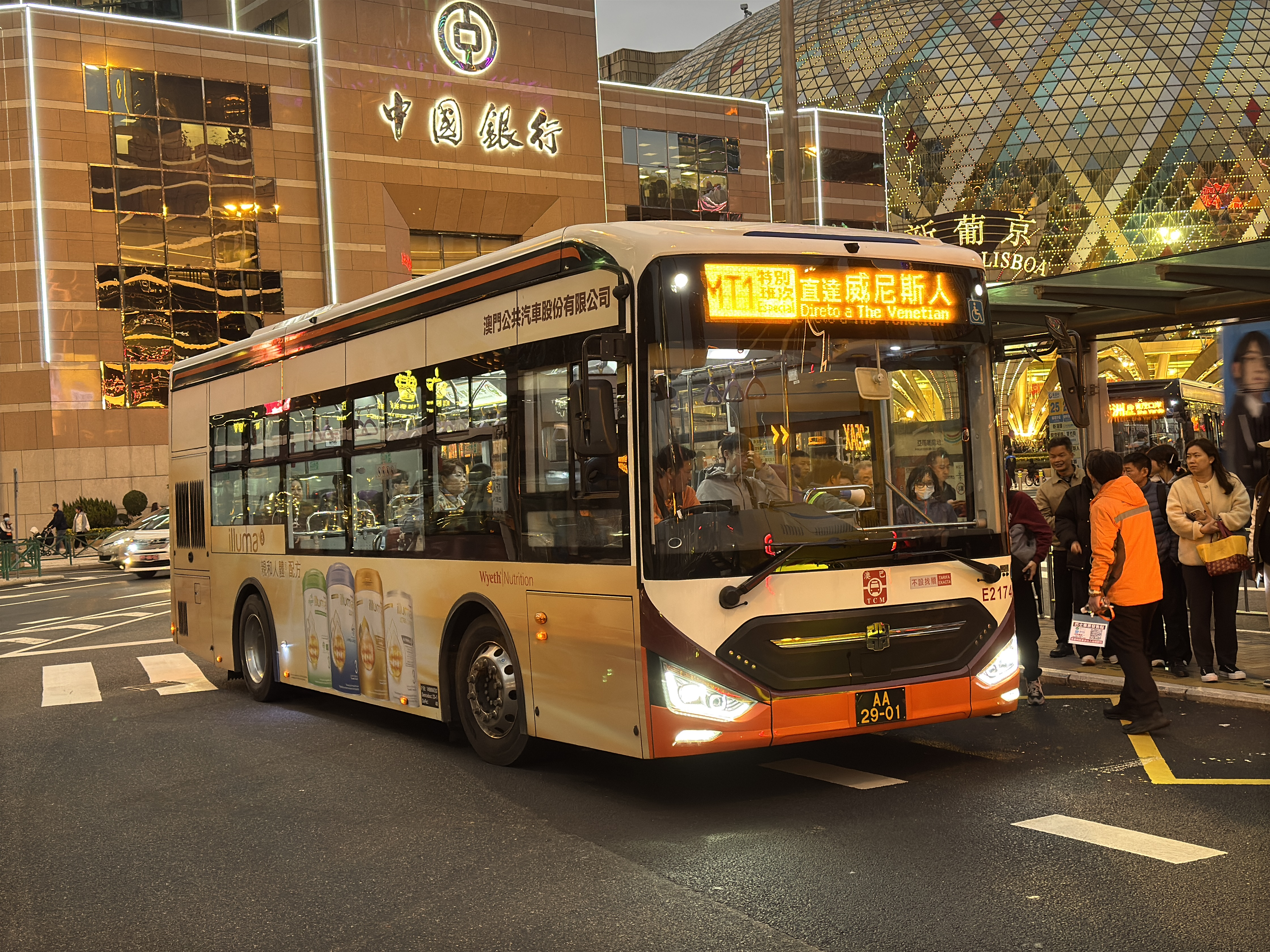
中通LCK6980SHEVG

## 批評

#### 沒有遵守巴士合同要求
- 本線車廂內沒有提供任何路線圖及報站資訊，令乘客不清楚該特別班次中途停靠的站點數目，以及終點站位置。有違反巴士合同規定。儘管該特別班次在巴士車外電牌上標註「直達威尼斯人」，但MT1路線的路線圖中沒有停靠任何以「威尼斯人」命名的站點。在實際營運上，中途還會停靠「亞馬喇前地」站，然後再前往MT1路線不停靠的「新城大馬路／威尼斯人」站。影響乘客的乘車觀感。 [7]

- 澳巴在個案跟進回應基於有關路線之特殊性，本線不停站直達望德聖母灣大馬路，停靠的均為相關線路原有站點，加上並非常規路線，故無相對應路線圖。然而，澳巴已特別在車頭、車側及車尾清晰顯示特別班次及終點站資訊，同時安排大量駐站職員逐一向乘客講解該線目的地，開車前亦有再次確認，車長亦在到站時於車廂內向乘客作出提醒。[8]

## 備註
1. ↑  澳巴facebook官網表示16:00起增設，但實際在15:00起已開設特別班次

## 外部連結
- 澳門公共汽車股份有限公司（官方網站） （页面存档备份，存于）